# Problepsis magna
Problepsis magna är en fjärilsart som beskrevs av W. Warren 1906. Problepsis magna ingår i släktet Problepsis och familjen mätare. Inga underarter finns listade i Catalogue of Life.